# Uhrenöl

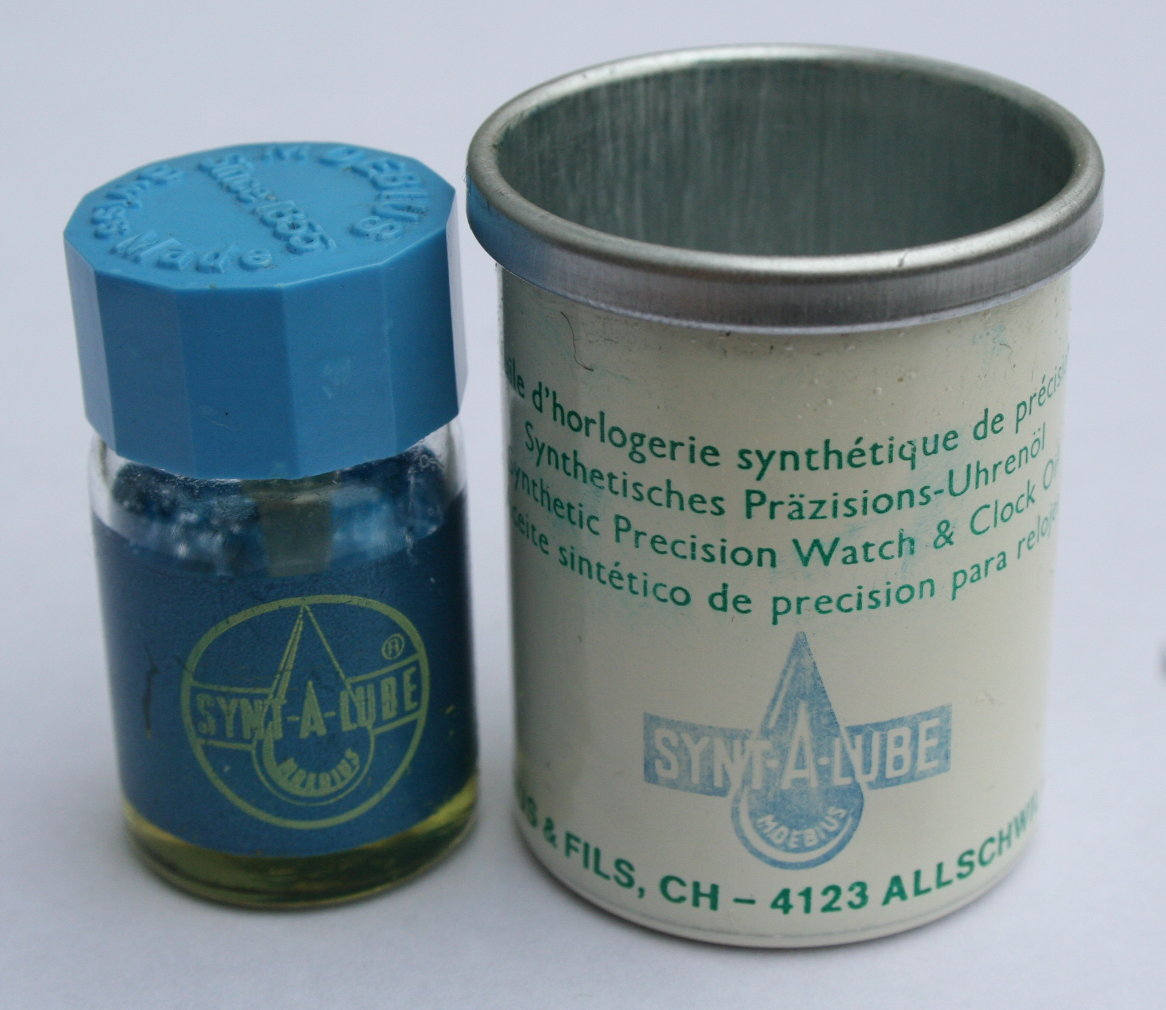
Schweizer Uhrenöl in Fläschchen mit Umverpackung

Uhrenöle sind Schmieröle, die eigens für Uhren ausgesucht, entwickelt und eingesetzt werden. Sie werden  in der Feinwerktechnik auch allgemein für Gleitpaarungen eingesetzt, zum Beispiel bei Messgeräten, bei Fotoapparaten und Filmkameras.

## Anforderungen und Eigenschaften der Schmierstellen
Die Schmierstellen mit ihren Gleitpaarungen in einer Uhr haben sehr unterschiedliche Anforderungen. Sowohl die Lagerdrücke als auch die Reibgeschwindigkeiten können sich in einem sehr großen Bereich bewegen. Zudem können sie aus verschiedenen Materialien bestehen, wie zum Beispiel Messing, Stahl, Kunststoffen und Steinen. Die reibenden Stellen sind nach Radiallager, Axiallager, Eingriffe, Gleitbahnen und Reibstellen in aufgewickelten Zugfedern zu unterscheiden. So ergibt sich, dass für eine Uhr in der Regel mehrere verschiedene Öle zum Einsatz kommen müssen. Welches Öl oder Fett wo eingesetzt wird, schreibt der Uhrenhersteller in einem Schmierplan vor.

## Besondere Probleme beim Schmieren von Uhren
Da viele Uhrwerke und dementsprechend die Schmierstellen ebenfalls sehr klein sein können, nehmen sie nur sehr geringe Mengen Öl (teilweise nur Bruchteile von 1 µl) auf. Ein großes Problem besteht darin, dass das Öl Staub, Abrieb aus den Gleitpaarungen und Oxide der verwendeten Materialien bindet. Bei den kleinen Abmessungen mancher Uhren, ihrem „delikaten“ Aufbau und der geforderten Präzision der Zeitmessung können bereits winzige Schmutzpartikel das Öl so eindicken, dass eine Gleitpaarung blockiert und die Uhr stehen bleibt. Gegenmaßnahmen sind sehr sauberes Arbeiten, möglichst staubdichte Ausführung der Uhr, abriebarme Gleitpaarungen (Steinlager) und korrosionsarme Materialien (weshalb Stahl- und Messingteile hin und wieder vergoldet werden).
Öle sollen nur dort hingelangen, wo eine Schmierung zwingend notwendig ist. Da Öle verlaufen (Spreitung), können sie die Schmierstelle verlassen, wonach diese trocken läuft. Üblicherweise steigt die Neigung zum Verlaufen mit der Menge des Öls in einem Lager. Diesem Problem begegnet man durch sparsames Ölen, Anlegen einer Ölsenkung bei Lagern, einer bestimmten Viskosität, einer großen Oberflächenspannung des Öls und einer Oberflächenbehandlung zu benetzender Teile (Epilamisierung).

## Historische Entwicklung
Auswahl und Einsatz richteten sich früher einerseits nach dem Angebot und andererseits nach den Erfahrungen der Uhrmacher. Gebräuchlich waren wenige pflanzliche Öle (z. B. Rizinusöl), aber auch viele Öle tierischen Ursprungs, wie z. B. Knochenöl. In den USA wurden auch Fischöle (vorwiegend von Tümmlern) verwendet. Diese Öle erfüllten überwiegend die oben angeführten Forderungen, wiesen jedoch den gravierenden Nachteil auf, besonders unter Einfluss von Licht und Luftsauerstoff zu verharzen, sodass die Lager nach einigen Jahren verkleben.
Die nächste Generation der Uhrenöle waren Mineralöle, die hinsichtlich Verharzen und Ranzigwerden deutlich weniger anfällig waren. Die Schmiereigenschaften im Vergleich zu den pflanzlichen Ölen wurden jedoch oft schlechter eingestuft.
Heute werden synthetische Öle und teilsynthetische Öle eingesetzt, die gegen Alterung geschützt sind.

## Klassifizierung von Uhrenölen
Uhrenöle werden nach Sorten unterschieden. Die Sorten reichen entsprechend von 1 bis 5 mit zunehmender Viskosität. Die Sorte 1 ist ein niedrigviskoses Öl, welches für sehr kleine, schneller laufende, kraftarme Gleitpaarungen kleinerer Uhren geeignet ist. Das sind zum Beispiel die Gleitpaarungen der Unruh, des Ankers und des Steigrades sowie der Zapfenlager von Sekunden- und Kleinbodenrad. Sorte 5 ist ein Öl für Großuhrwerke beziehungsweise langsamlaufende Lager mit großen Kräften wie das Federhaus und die Aufzugsfeder.
Heute werden oft Universalöle angeboten, die mehrere Sorten abdecken, zum Beispiel Sorte 1–3 und Sorte 3–5.